# Aprotynina
Aprotynina – inhibitor proteaz serynowo-treoninowych. Jest globularnym polipeptydem o długości 58 aminokwasów, którego struktura przestrzenna jest stabilizowana przez trzy mostki dwusiarczkowe. Aprotynina pozyskiwana z płuc wołowych jest stosowana w medycynie jako środek zmniejszający krwawienia przy skomplikowanych operacjach chirurgicznych. Aprotyninę stosuje się także w biochemii i biologii molekularnej do ochrony białek przed strawieniem przez proteazy serynowo-treoninowe.
Apronityna jest składnikiem żelu stomatologicznego Trascodent.